# Poecilia obscura
Poecilia obscura là một loài cá nước ngọt thuộc chi Poecilia trong họ Cá khổng tước. Loài này được mô tả lần đầu tiên vào năm 2009.

## Phân bố và môi trường sống
P. obscura được tìm thấy ở sông Oropuche, một con sông nằm trên đảo Trinidad.